# Политика пола
«Поли́тика по́ла» (англ. Sexual Politics) — книга Кейт Миллетт, вышедшая в 1970 году и основанная на материале докторской диссертации, защищенной в Колумбийском университете. Книга признана классикой феминистской литературы и одним из ключевых радикально-феминистских произведений. На данный момент не издана на русском языке; есть частичные любительские переводы в интернете.

## Содержание
Миллетт утверждает, что «пол наделен политическим аспектом, который нередко упускают из виду». Она рассуждает о роли власти и патриархата в сексуальных отношениях; при этом понятие «власть» она использует в самом широком смысле, то есть как способность одних людей влиять на действия других независимо от воли и согласия последних. Миллетт анализирует работы литераторов Дейвида Герберта Лоренса, Генри Миллера, Нормана Мейлера, Джорджа Мередита, литературного критика Джона Рёскина, психоаналитика Зигмунда Фрейда, экономиста Джона Стюарта Милля. Миллетт делает вывод, что Лоренс, Миллер и Мейлер рассматривают и изображают секс в патриархальном и сексистском ключе. Значительно более тонкий и проницательный взгляд на сексуальные отношения она отмечает в произведениях писателя-гея Жана Жене.